# 人工島

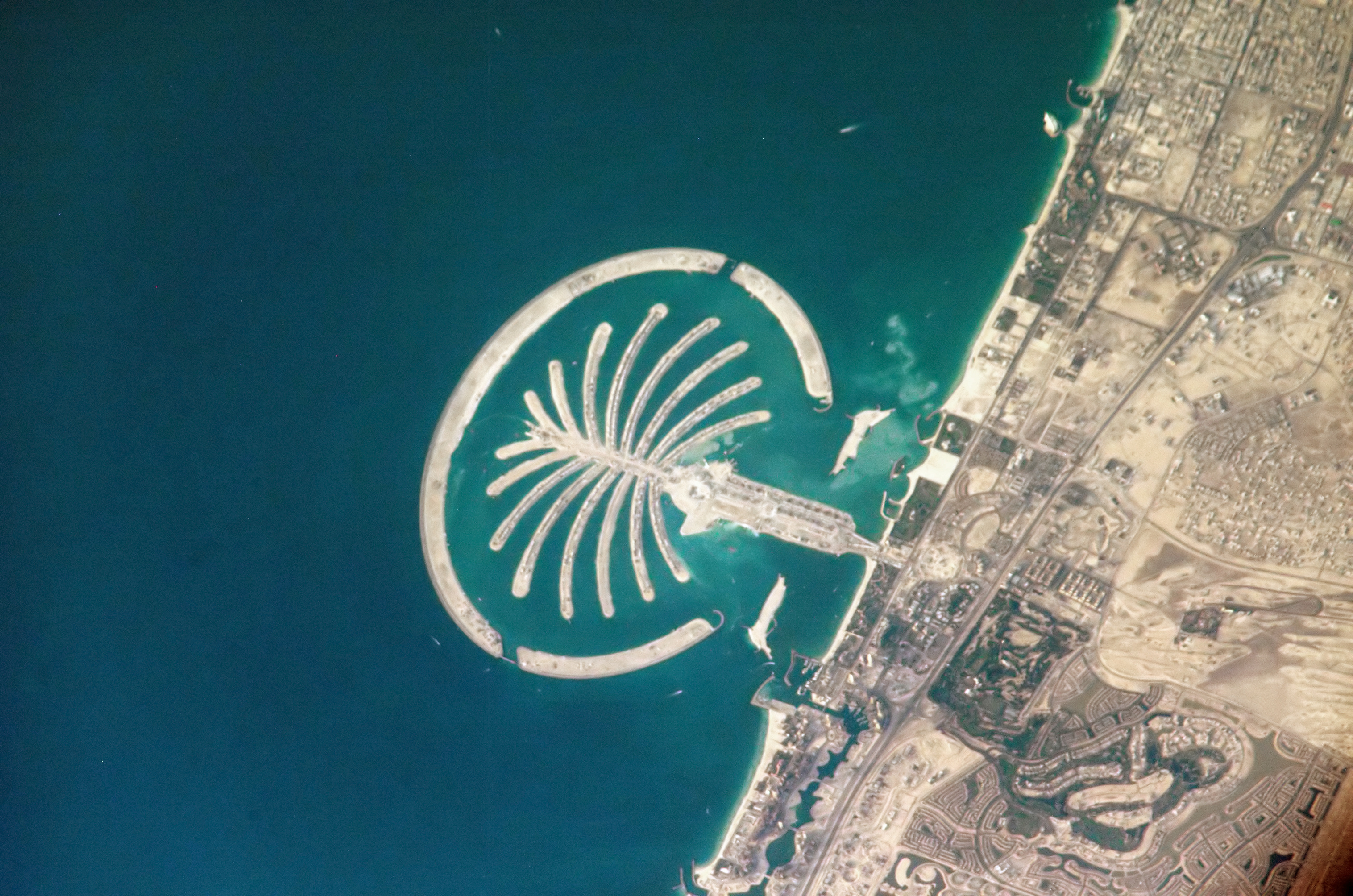
パーム・ジュメイラ、ドバイ　6.5 km^{2}

人工島（じんこうとう）とは、周囲が水で囲まれた陸地であり、天然の陸地でなく人工的に作られた島のこと。海花島（中国）、パームアイランド（ドバイ）、ポートアイランド（日本）などがある。

## 概要
主な建設手法としては、

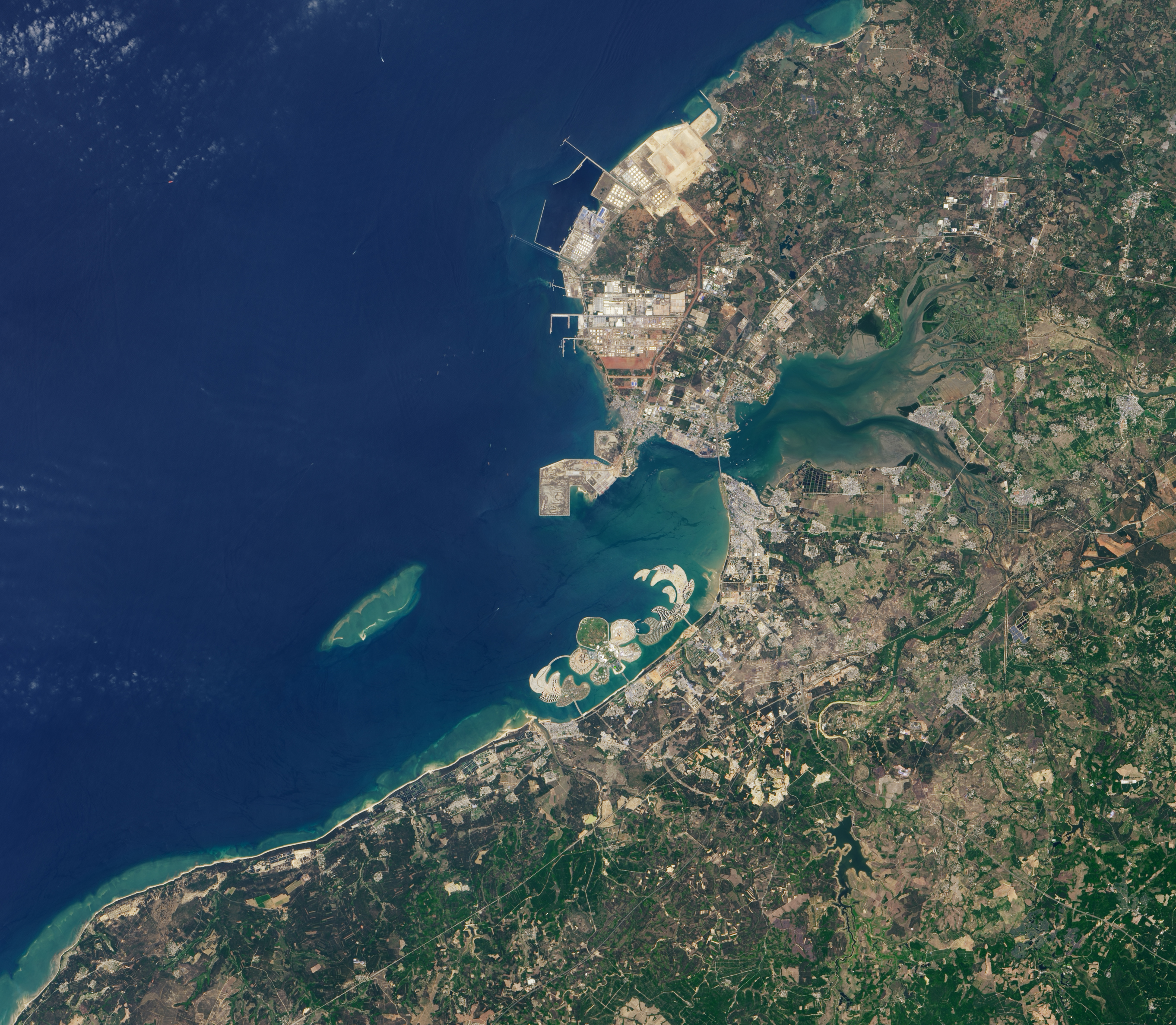
中国海南省 海花島　約7.8 km^{2}

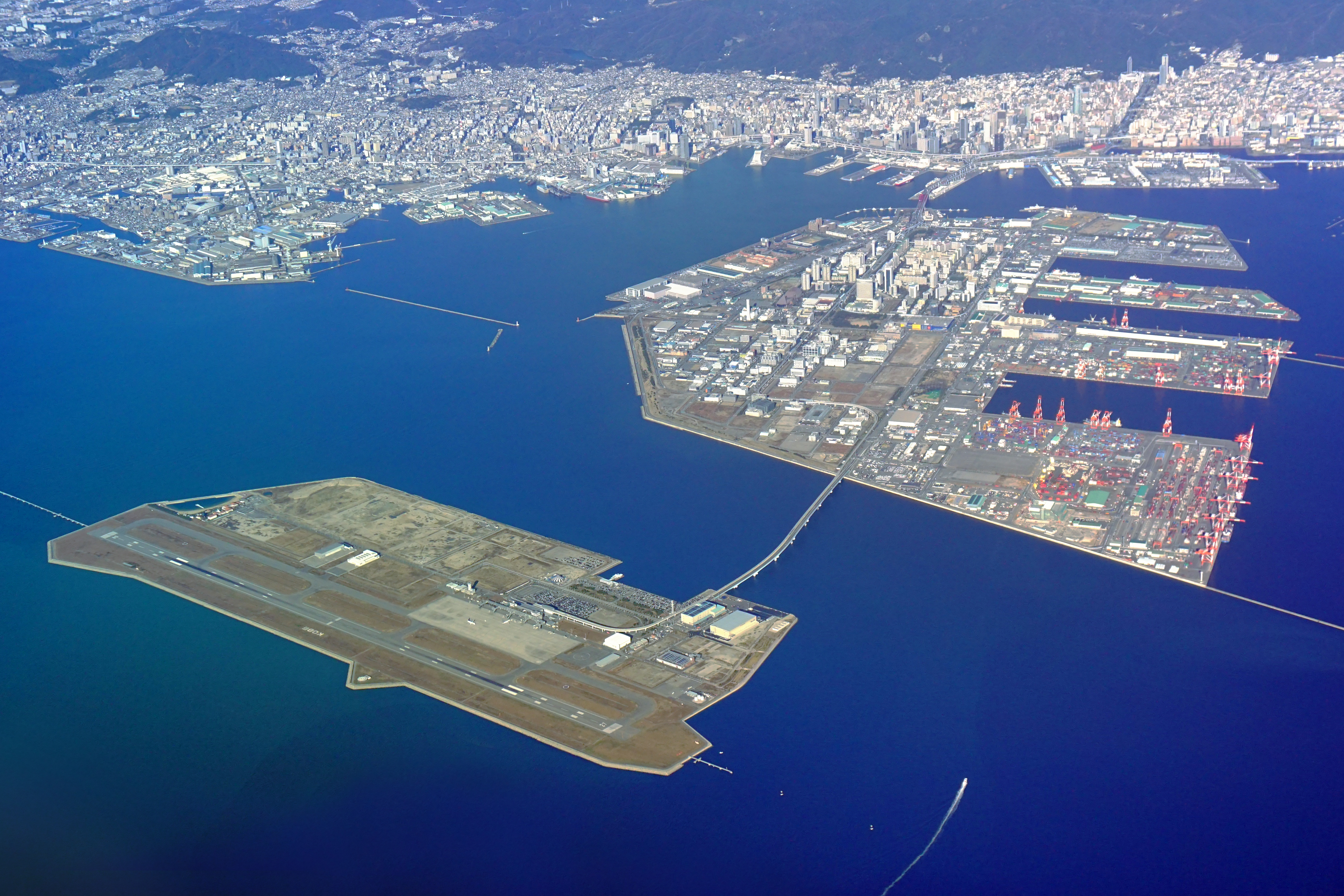
ポートアイランド
神戸市中央区、（手前は神戸空港）、8.33 km^{2}、完成当時世界最大

- 海底から護岸となる構造物を築造し、その内側を土砂、廃棄物で埋め立てたもの。通常の港湾（岸壁）整備工事と同様の手法。
- 陸上で作成された躯体（ケーソン）や柱（鋼管柱やコンクリート柱など）を海底の岩盤上に据え付け、その上に構造物を建設したもの。小規模なもので用いられることがある。
- 造船所等で浮体を作成し、海底に係留しただけのもの（浮島構造、詳細は後述）。

などがある。土地造成の一環であることが多いが、大都市近郊においては廃棄物の恒久的処分が主たる目的となっている場合もある。
埋め立て構造による場合、設置位置の海底が深い位置になるほど、護岸築造および埋め立てに要する建設費用が高騰すると共に、埋め立て後一定期間に渡って、圧密現象による地盤沈下、地震発生時の液状化現象が発生する可能性が高いことから、これらへの対策を検討する必要がある。
日本で大規模なものでは、工業用地として1967年に埋め立て完了した東京都大田区の平和島や昭和島、同じく1967年まで廃棄物処分場として埋め立てられていた、東京都江東区の夢の島などがある。兵庫県神戸市のポートアイランド（完成当時、世界最大の人工島）や六甲アイランド、福岡県福岡市の福岡アイランドシティは、港湾設備だけではなく、住宅や公共施設の都市設備も整備し「海上都市」として作られた。
その他資源開発などの点では、小規模なものでは石油・ガスの採掘プラットフォームや、橋脚などの土台も一種の人工島といえる。例えば東京湾アクアラインのために作られた、木更津人工島（海ほたるパーキングエリア）がある。
モルディブでは海面上昇による国土の水没に備えるため、人工島「フルマーレ」を造成しており、完成後は国民の40%が移住する予定である。

## 人工島の派生

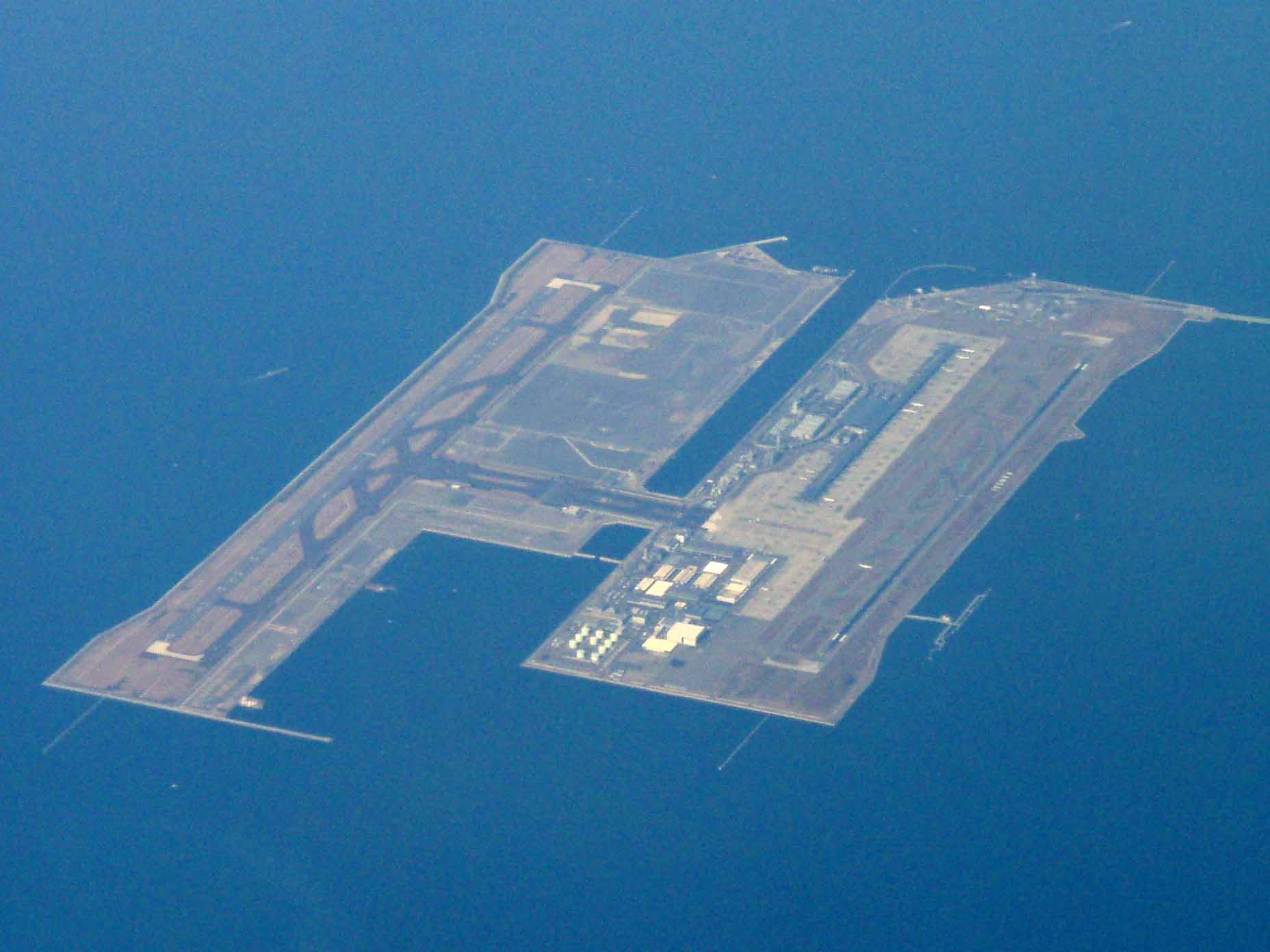
関西国際空港
10.68 km^{2}

### 浮島
水底に接していない島を浮島と呼び、天然でも湖沼の一部に浮島が見られる。例えば秋田県鹿角市の作沢沼には、ミズゴケ類からできた直径数メートル (m)の浮島が見られる。チチカカ湖には、人の居住する巨大な浮島がある（トトラという水草で修繕しているので、半人工と言える）。
浮島は、人工島としても有望視されている。1975年から翌年にかけて開催された沖縄国際海洋博覧会でメイン会場となった100 m四方のアクアポリスはその一例である。このような巨大な浮体構造物を『メガフロート』と呼ぶ。
1995年には、横須賀沖で1000 m×120 mという最大規模のメガフロート実験が行われた。また現在世界各地で浮体式洋上風力発電の試験が進められ、ロシアなどでは浮体原子力発電所が計画されている。

### 海上空港
騒音が問題となる国際空港の解決策として、大型航空機が着陸可能な人工島を造成する事が試みられるようになり、第二次大戦後に海上に造成された人工島利用国際空港としては、イギリス資本により構築された香港国際空港などが知られており、香港のような地理的制約がある都市国家や中東において、新規に空港を開設する場合は、海上に人工島を造成する事が多くなっている。
日本では、1975年の長崎空港（ただし、離島の周囲を埋め立てて造成しているため、純然たる人工島とは言えない）を初めとして、関西国際空港・大阪府泉佐野市の関西国際空港（1994年開港）、2005年に開催された愛知万博に合わせて開港した愛知県常滑市沖の中部国際空港（同県小牧市の名古屋飛行場（旧名古屋空港）から国際線が移転）、さらに福岡県北九州市沖の北九州空港（福岡都市圏内での福岡空港とのダブルエアポート制）が開港している。
海上空港の利点としては、住宅街への騒音問題が介在しやすい陸上の大規模空港と比べて、国際線運航を行う大型航空機が24時間発着可能である点や、事故発生時の2次災害リスク軽減などが知られている。

## 最大の人工島
| No. | 名                                  | サイズ (km2) | 場所                       | 築年   | 利用                                                      |
| --- | ----------------------------------- | ------------ | -------------------------- | ------ | --------------------------------------------------------- |
| 1   | フレヴォポルダー（Flevopolder）     | 970          | フレヴォラント州、オランダ | 1968年 | 町、農業                                                  |
| 2   | ヤス島                              | 25           | アブダビ、アラブ首長国連邦 | 2018年 | ヤス・マリーナ・サーキット                                |
| 4   | 香港国際空港                        | 20.64        | 香港                       | 1998年 | 空港、港珠澳大橋の出入境ゲート                            |
| 3   | 関西国際空港                        | 10.68        | 大阪府、日本               | 1994年 | 空港                                                      |
| 5   | ポートアイランド                    | 8.33         | 神戸市、日本               | 1981年 | 商業、住宅街、大型施設                                    |
| 6   | パーム・ジェベル・アリ              | 8            | ドバイ、アラブ首長国連邦   | 不明   | 保留                                                      |
| 7   | 中部国際空港                        | 6.8          | 常滑市、日本               | 2005年 | 空港                                                      |
| 8   | お台場                              | 6.71         | 東京都、日本               | 1979年 | 商業、住宅街、レジャーエリア                              |
| 9   | パーム・ジュメイラ                  | 6.5          | ドバイ、アラブ首長国連邦   | 2002年 | 住宅街                                                    |
| 10  | 六甲アイランド                      | 5.8          | 神戸市、日本               | 1992年 | 商業、住宅街、大型施設                                    |
| 11  | ミスチーフ礁                        | 5.58         | 南シナ海南沙諸島、中国     | 1999年 | 人工建造物、滑走路 ※国際法違反                            |
| 12  | ファイアリー・クロス礁              | 2.74         | 南シナ海南沙諸島、中国     | 2014年 | 人工建造物、飛行場、住居施設 ※国際法違反                  |
| 13  | スビ礁                              | 3.95         | 南シナ海南沙諸島、中国     | 2014年 | 人工建造物、滑走路 ※国際法違反                            |
| 14  | ジョンソン南礁                      | 0.11         | 南シナ海南沙諸島、中国     | 2014年 | 人工建造物 ※国際法違反                                    |
| 15  | クアテロン礁                        | 0.2          | 南シナ海南沙諸島、中国     | 2014年 | 人工建造物 ※国際法違反                                    |
| 16  | ヒューズ礁                          | 2.0          | 南シナ海南沙諸島、中国     | 2014年 | 人工建造物 ※国際法違反                                    |
| 17  | ガベン礁                            | 0.67         | 南シナ海南沙諸島、中国     | 2014年 | 人工建造物 ※国際法違反                                    |
| 18  | Fundão Island（フンダン島）         | 5.23         | リオデジャネイロ、ブラジル | 1983年 | リオデジャネイロ連邦大学                                  |
| 19  | Willingdon Island（ウィリンドン島） | 3.96         | コーチ、インド             | 1936年 | Cochin Port（コーチ港）, Southern Naval Command、海軍基地 |

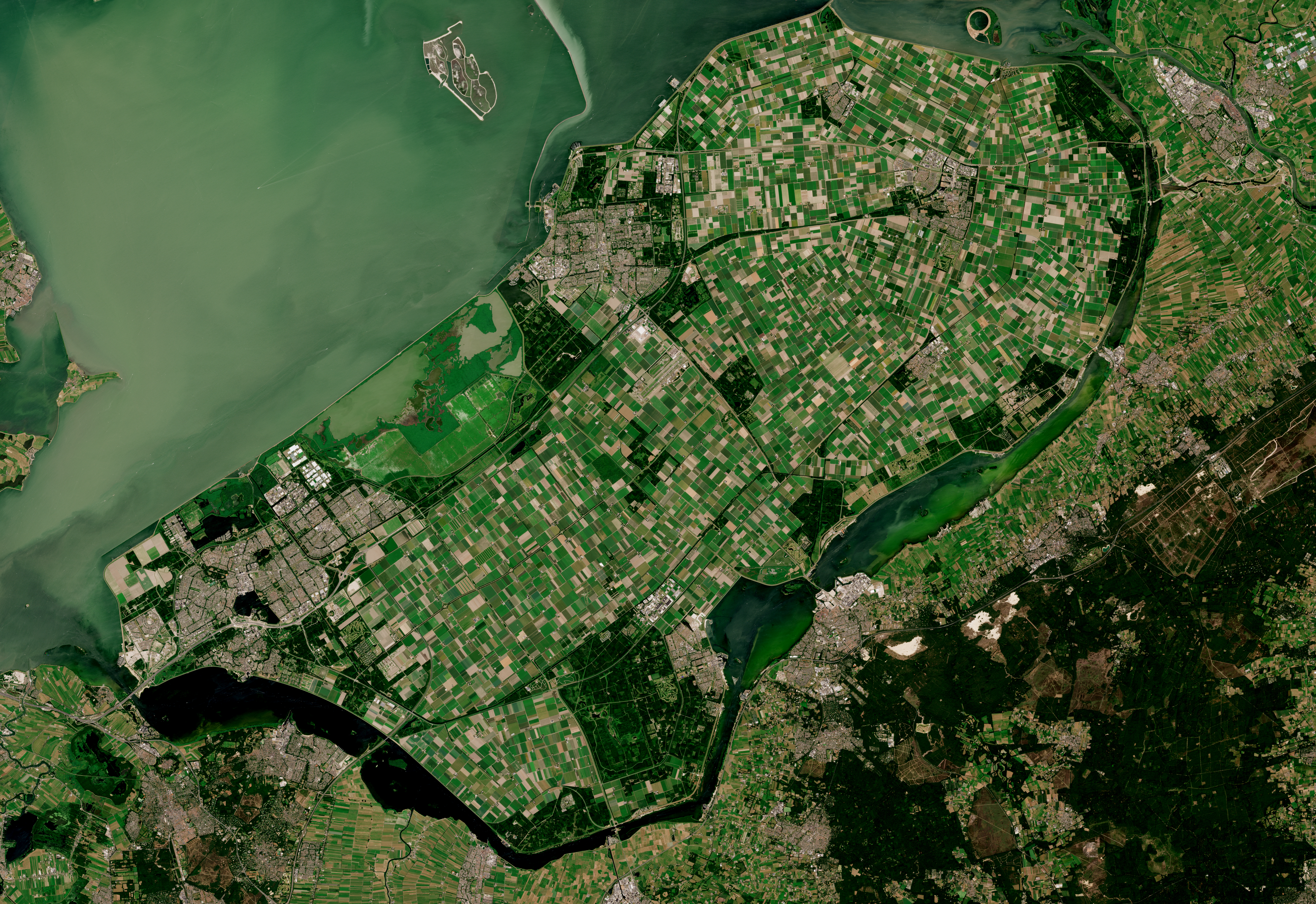
世界最大の人工島はフレヴォポルダー（Flevopolder）、フレヴォラント州にある、970 km^{2} の干拓

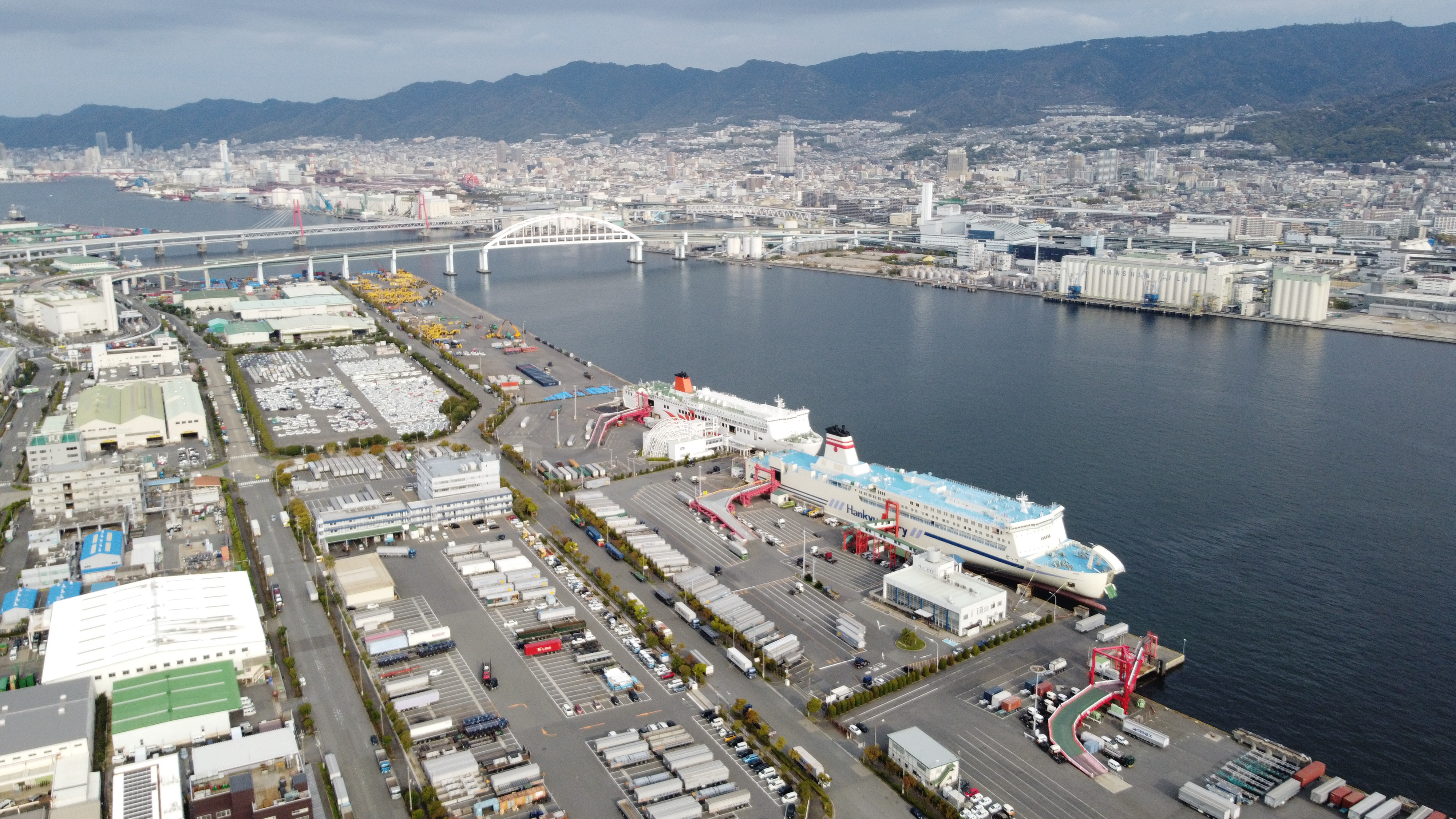
六甲アイランドはフェリーターミナルとしても利用される。停泊中のフェリー「せっつ」と「さんふらわあ ごーるど」）。

- 補記　モルディブの『フルマーレ島』は、現在4平方キロとなり、現在も拡張工事中である。

## 人工島の法的地位
海洋法に関する国際連合条約では、「島」は「自然に形成された陸地」（第121条第1項）と定義されている。そのため、人工島は国際海洋法上、島とは見なされず、ローズ島共和国や南沙諸島海域における中華人民共和国の人工島建設のように、造成した土地を領土と主張することは、世界的に認められていない。
沖合にある人工島は、恒久的な港湾工作物とは見なされず、領海の画定に影響を及ぼさない（第11条）。
沿岸国は、自国の排他的経済水域あるいは大陸棚内での人工島の設置・利用に関する排他的権利を持つ（第56条第1項、第60条、第80条）。ただし、人工島は島の地位を有せず、それ自体の領海を持たない。また、人工島の建設によって、領海・排他的経済水域・大陸棚の境界画定に影響が及ぶことはない（第60条第8項）。
公海においては、国際法によって認められる限りにおいて、すべての国が人工島を建設する権利を持つ（第87条）。